# Liste der Baudenkmäler in Kaulhausen
Die Liste der Baudenkmäler in Kaulhausen enthält die denkmalgeschützten Bauwerke auf dem Gebiet der Stadt Erkelenz im Kreis Heinsberg in Nordrhein-Westfalen (Stand: Oktober 2011). Diese Baudenkmäler sind in der Denkmalliste der Stadt Erkelenz eingetragen; Grundlage für die Aufnahme ist das Denkmalschutzgesetz Nordrhein-Westfalen (DSchG NRW).

| Bild           | Bezeichnung | Lage                           | Beschreibung                                                                                    | Bauzeit                    | Eingetragen seit | Denkmal- nummer |
| -------------- | ----------- | ------------------------------ | ----------------------------------------------------------------------------------------------- | -------------------------- | ---------------- | --------------- |
| weitere Bilder | Kapelle     | Kaulhausen In Kaulhausen Karte | Neugotische Backsteinkapelle mit Dachreiter                                                     | Ende 19. Jh.               | 14. Mai 1985     | 176             |
| Wohnhaus       | Wohnhaus    | Kaulhausen Kaulhausen 85 Karte | Backsteinhof, Wohnhaus zweigeschossig in fünf Achsen, Türgewände und Fensterbänke in Blaustein. | Mitte des 19. Jahrhunderts | 14. Mai 1985     | 177             |